# Oralien pernettiana
Oralien pernettiana is een eenoogkreeftjessoort uit de familie van de Chondracanthidae. De wetenschappelijke naam van de soort is voor het eerst geldig gepubliceerd in 1770 door Blainville.